# Marina Wolnowa
Marina Wolnowa (ur. 26 lipca 1989 w Kazały) – kazachska bokserka startująca w kategorii wagi średniej, brązowa medalistka olimpijska, medalistka mistrzostw świata.
Największym jej sukcesem jest brązowy medal igrzysk olimpijskich w Londynie w kategorii wagi średniej.